# ساینس‌دایرکت
ساینس‌دایرکت (به انگلیسی: ScienceDirect) یک وبسایت دسترسی به پایگاه اطلاعات کتابشناختی بزرگی از نشریات علمی و پزشکی است. این کتابخانه محصول شرکت هلندی الزویر بوده و در حدود ۱۲ میلیون مقاله از ۳۵۰۰ ژورنال آکادمیک، ۳۴۰۰۰ کتاب الکترونیکی، کتاب‌های مرجع و دستنامه را شامل می‌شود (تا سال ۲۰۱۸). مقاله‌ها در چهار زمینهٔ اصلی زیر ارائه می‌شوند:
- علوم پایه و مهندسی
- علوم زیستی
- علوم بهداشتی
- علوم اجتماعی و انسانی
دسترسی در ۳ بخش فهرست، چکیده و متن کامل وجود دارد اما به صورت عمومی نیاز به عضویت و پرداخت بر مبنای مطالعهٔ pay-per-view دارد. برای بیشتر مقالات، چکیده به صورت رایگان ولی دسترسی تمام متن نیاز به عضو شدن یا پرداخت هزینهٔ مقاله دارد. به‌علت تحریم‌های بین‌المللی، بیشتر دانشگاه‌های ایرانی دسترسی به این پایگاه ندارند یا سطح دسترسی پایینی دارند؛ بنابراین بسیاری از دانشجویان ایرانی در دسترسی به ساینس‌دایرکت دچار مشکل هستند. جهت مرتفع کردن این معضل، سایت‌هایی جهت دانلود رایگان مقاله از ساینس‌دایرکت طراحی شده‌اند.